# Queso Manchego

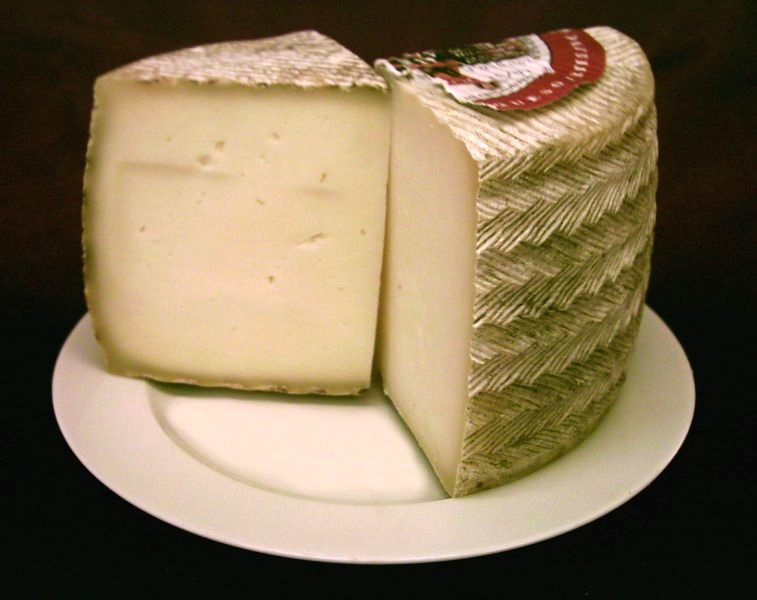
Gereifter Manchego-Käse mit typischer Rindenstruktur

Manchego [man'tʃeɣo] (oder Queso Manchego) ist ein spanischer Hartkäse aus Schafsmilch aus der Region Kastilien-La Mancha. Queso Manchego ist eine geschützte Ursprungsbezeichnung.

## Herkunft
Queso Manchego darf gemäß den Richtlinien der Herkunftsbezeichnung in 45 Gebietskörperschaften der Provinz Albacete, 84 der Provinz Ciudad Real, 156 der Provinz Cuenca und 122 der Provinz Toledo in der spanischen Region Kastilien-La Mancha von registrierten Produzenten hergestellt werden.
In Mexiko wird auch ein milder Käse aus Kuhmilch, der kaum Gemeinsamkeiten mit dem spanischen Queso Manchego aufweist, als Manchego bezeichnet. Dies hat zu einem Disput mit Spanien über den Schutz der Herkunftsbezeichnung geführt.

## Herstellung
Queso Manchego wird aus Rohmilch oder pasteurisierter Milch der Schafsrasse Manchega hergestellt. Ein ausschließlich aus Rohmilch hergestellter Käse darf als Queso Manchego Artesano (handwerklich erzeugter Manchego-Käse) bezeichnet werden. Sofern der Eigentümer des Viehzuchtbetriebs, der den Rohstoff erzeugt, auch den Käse in seiner eigenen Käserei herstellt und hierfür ausschließlich Milch aus seinem Viehzuchtbetrieb verwendet, darf der Käse das Etikett die Angabe „queso de granja“ (Bauernkäse) tragen. Die Reifezeit beträgt für Laibe mit einem Gewicht bis 1,5 kg mindestens 30 Tage und für Laibe mit einem höheren Gewicht mindestens 60 Tage. Die maximale Reifezeit beträgt 2 Jahre.

## Eigenschaften
Die tonnenförmigen Laibe wiegen 0,4 bis 4 kg bei einer maximalen Höhe von 12 cm und einem maximalen Durchmesser von 22 cm. Dabei muss das Verhältnis Durchmesser:Höhe zwischen 1,5:1 und 2,2:1 liegen. Der Teig ist fest und kompakt mit einer weißen bis elfenbeinfarben-gelblichen Färbung. Die Rinde hat eine beige-braune, manchmal auch dunkle bis schwarze Farbe, die ein charakteristisches Rillenmuster aufweist und verschiedenfarbige Schimmelkulturen tragen kann. Die Rinde ist heutzutage jedoch meistens eine künstliche Rinde aus Paraffin, deren Rillenmuster die frühere Herstellung in Körben aus Espartogras nur nachahmt. 
Der Trockenmasseanteil beträgt mindestens 55 %, der Fettgehalt in der Trockenmasse beträgt mindestens 50 %.
Der Geschmack ist abhängig von der Reife mild, frisch-säuerlich bis vollmundig-weich.

## Varianten
Manchego kann sich je nach Alter geschmacklich sehr unterscheiden. Vier Altersstufen werden verkauft:
- Fresco – der frische Käse reift nur zwei Wochen und hat einen vollmundigen, aber milden Geschmack. Da er in nur geringen Mengen hergestellt wird, ist er außerhalb von Spanien kaum zu finden.
- Semicurado  ist ein halbfester Käse, der zwischen drei Wochen und drei Monaten gereift und etwas milder als Curado schmeckt.
- Curado ist ein halbfester Käse, der zwischen drei und sechs Monaten gereift ist und einen süßen, nussigen Geschmack hat.
- Viejo, ist mindestens ein Jahr gereift und hat einen umso schärferen Geschmack, je länger der Reifeprozess angedauert hat. Zudem zeichnet er sich durch eine vollmundige Pfeffernote aus. Er lässt sich gut raspeln, kann aber auch am Stück oder als Tapas gegessen werden.[6]

## Auszeichnung
Der Manchego DO Gran Reserva des Herstellers Dehesa de Los Llanos wurde 2012 auf den ersten Platz bei den World Cheese Awards gewählt.